# Franz Rudolf Bornewasser

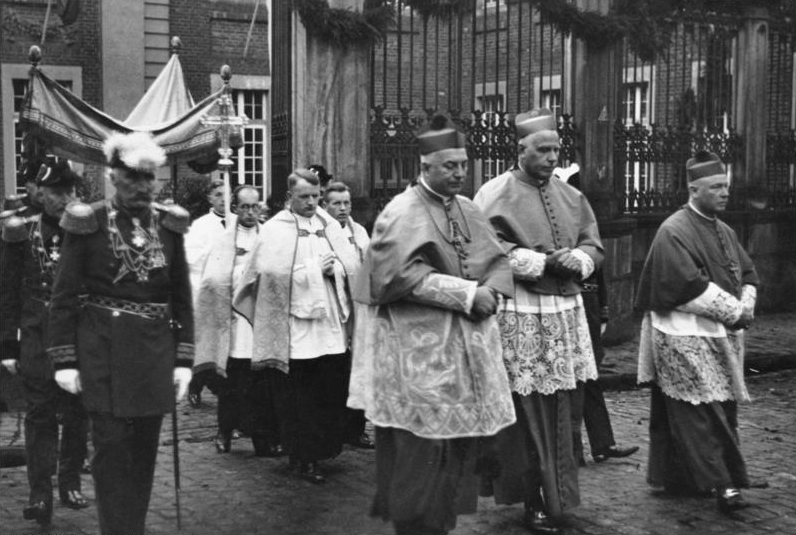
Weihe des Bischofs von Münster: Den neuen Bischof Clemens August Graf von Galen begleiten Kardinal-Erzbischof Karl Joseph Schulte von Köln, Bischof Rudolf Bornewasser von Trier und Bischof Wilhelm Berning von Osnabrück in feierlicher Prozession in den Dom (28. Oktober 1933)

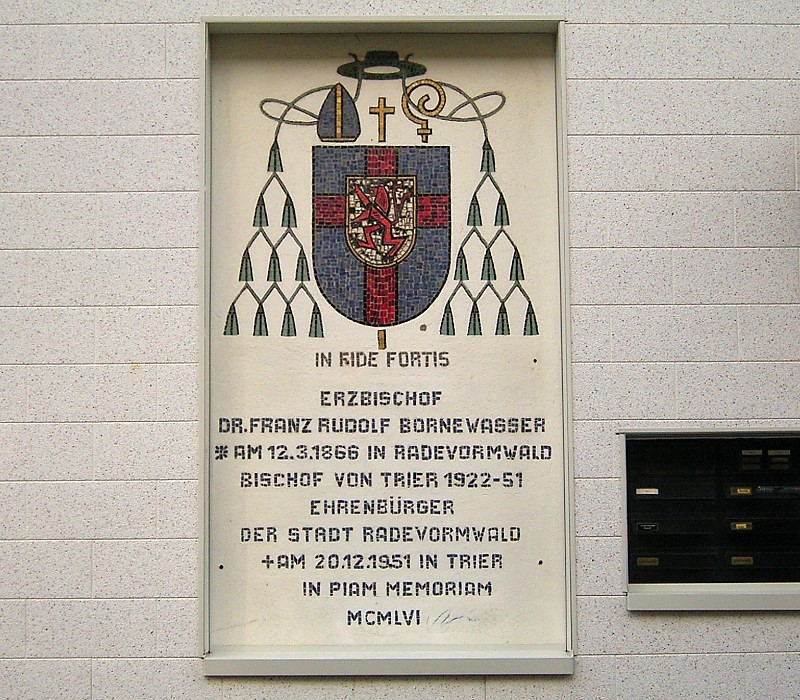
Erzbischofwappen (Tafel in Bornewassers Geburtsort)

Franz Rudolf Bornewasser (* 12. März 1866 in Radevormwald; † 20. Dezember 1951 in Trier) war von 1922 bis 1951 Bischof von Trier.

## Leben
Franz Rudolf Bornewasser war der Sohn des Musiklehrers, Kaufmanns und Gastwirts Gustav Eduard Bornewasser (geb. 1839) und der Josephine Auguste Elisabeth geb. Wielich (geb. 1839). Nach dem Besuch des Progymnasiums in Wipperfürth und des humanistischen Gymnasiums in Neuß absolvierte er sein Studium in Marburg und Bonn, wo er Rechtswissenschaften belegte, anschließend studierte er Theologie in Bonn und Köln. In dieser Zeit wurde er Mitglied der katholischen Studentenverbindungen KDStV Ripuaria Bonn (1887) und VKDSt Rhenania Marburg im CV, später wurde er noch ehrenhalber Mitglied der KDStV Franconia Aachen im CV.  1894 wurde er zum Priester geweiht und arbeitete als Domvikar im Kölner Dom.
Von 1899 bis 1909 war er Direktor des Gregoriushauses in Aachen, die spätere Katholische Hochschule für Kirchenmusik St. Gregorius.
Im Jahre 1921 wurde er Stiftspropst. Am 23. April desselben Jahres ernannte ihn  Papst Pius XI. zum Titularbischof von Bida und zum Weihbischof in Köln. Die Bischofsweihe spendete ihm am 29. Mai 1921 der Erzbischof von Köln, Karl Joseph Schulte.
Am 27. Februar 1922 wurde Bornewasser Bischof von Trier. Am 4. Januar 1944 verlieh ihm Papst Pius XII. den persönlichen Titel eines Erzbischofs.
Bei der Saarabstimmung am 13. Januar 1935, als die Bürger des Saargebiets, das katholischerseits größtenteils zum Bistum Trier gehörte, über die Rückkehr zum Deutschen Reich befragt wurden, rief er die Bevölkerung auf, dafür zu stimmen.
Durch ein neu erschlossenes Dokument aus dem Archiv des Kölner Domkapitels wurde 2024 bekannt, dass Bornewasser im Frühjahr 1942 zusammen mit Wendelin Rauch und Josef Frings auf der von der Kurie in Rom erstellten Dreierliste stand, aus der das Kölner Kapitel den Nachfolger des 1941 verstorbenen Kardinals Karl Joseph Schulte als Erzbischof von Köln wählte.
1946 wurde Bornewasser Ehrenbürger der Stadt Radevormwald. Im gleichen Jahr erhielt er für „unerschrockene Verteidigung von Recht und Sitte gegen Gewaltherrschaft“ 1946 die Ehrenbürgerschaft der Stadt Trier verliehen.
In der Zeit der französischen Besatzung, bis zum Inkrafttreten des Besatzungsstatuts 1949, bestand ein „gespanntes Verhältnis zwischen der Trierer Kirche und der französischen Militärregierung.“ Differenzen gab es besonders in der Schul- und Kulturpolitik, die die römisch-katholische Kirche als ihren Bereich beanspruchte, weshalb sie eine Einmischung von außen verhindern wollte.
1949 gründete Bischof Bornewasser das Familienwerk, einen seit 1951 eingetragenen Verein, dessen Ziel es vorrangig war, die Wohnungsnot nach dem Zweiten Weltkrieg zu lindern und dadurch viele Familien zu fördern. Der Verein gewährte unter anderem Baudarlehen zum Bau von Eigenheimen und vermietete bestehenden Wohnraum. Die Mitglieder des Familienwerks zahlten monatlich den „Familiengroschen“ bzw. 10 Pfennig, die in den Pfarreien von freiwilligen Helfern – zum Beispiel von Messdienern – eingesammelt wurden.
Neben seiner Mitgliedschaft im CV war Bornewasser auch Ehrenmitglied des KStV Carolingia Aachen im KV.

## Bornewasser und der Nationalsozialismus
Nach dem Ersten Weltkrieg war das Saargebiet auf Grund des Versailler Vertrags (dort als „Saarbeckengebiet“ bezeichnet) vom Deutschen Reich getrennt. 1920 wurde es mit einem Mandat des Völkerbundes für 15 Jahre unter französische Verwaltung gestellt. Danach sollte eine Volksabstimmung über das Schicksal des Saargebietes entscheiden. Friedrich Grimm, Mitglied der NSDAP-Fraktion des Reichstages, unterstützte als Redner der NSDAP die Rückkehr des Saargebietes ins Reich propagandistisch. 1934 wurde sein 135-seitiges Buch: Frankreich an der Saar: Der Kampf um die Saar im Lichte der historischen französischen Rheinpolitik, in der Hanseatischen Verlagsanstalt, einem Verlag der NSDAP, publiziert. 6000 Exemplare dieses Buchs überließ die NSDAP kostenlos der katholischen Kirche zur Verteilung, da sie diese selbst nicht verteilen konnten. Grimm hatte dazu den Erzbischof von Trier Franz Rudolf Bornewasser überredet, zu dessen Diözese die saarländischen Gemeinden gehörten. Grimm selbst hatte ein Einreiseverbot ins Saargebiet, da seine dortige Agitation nicht geduldet wurde. Nach der Saarabstimmung gehörte das Saargebiet ab dem 1. März 1935 wieder uneingeschränkt zum Deutschen Reich.
Zum 50. Geburtstag Adolf Hitlers am 20. April 1939 gab Bornewasser an die einzelnen Pfarrgemeinden seines Bistums folgendes aus:

„1. Am Mittwoch, dem 19. April d. Js., am Vorabend des Geburtstages, wird von 18–18½ Uhr in allen Kirchen feierlich geläutet.
2. Am Donnerstag,  dem 20. April d. Js., zeigen alle Kirchen und kirchlichen Dienstgebäude sowie die Dienstwohnungen der Geistlichen die Reichs- und Nationalflagge.
3. Am gleichen Tag wird in allen Pfarr- und Kuratiekirchen zur Erflehung des göttlichen Segens über Volk und Führer ein feierliches Votiv-Hochamt zu Ehren des hl. Michael, des Patrons unseres deutschen Volkes, zu geeigneter Stunde gehalten. Am Schlusse dieses Gottesdienstes ist das „Allgemeine Gebet“ für Volk und Vaterland gemeinsam mit den Gläubigen zu verrichten. 
Trier, den 3. April 1939, Der Bischof von Trier, † Franz Rudolf“

Am 25. Juni 1940 sendete Bornewasser anlässlich des für Deutschland siegreichen Frankreichfeldzuges ein Glückwunschtelegramm an Adolf Hitler:

„Nachdem der Krieg mit Frankreich durch die Großtaten der deutschen Wehrmacht unter der genialen Führung Eurer Excellenz ein so ruhmreiches und schnelles Ende gefunden, danke ich als Bischof der großen Grenzlanddiözese Trier auch im Namen der mir anvertrauten Gläubigen Eurer Excellenz aus tiefstem Herzen für den wirksamen Schutz unserer Heimat. [...] Mit dem Dank verbinde ich das Treuegelöbnis zu Führer und Reich.“

Am 14. September 1941 geriet Bornewasser in einen Konflikt mit den Nationalsozialisten, weil er in einer Predigt auf das Gebot „Du sollst nicht töten“ hinwies und gleichzeitig die „Euthanasie“-Politik der Machthaber, die Tötung von psychisch Kranken und Behinderten in der Aktion T4, angriff. Zeitzeugen berichteten wiederholt, dass Bornewasser seine nach außen neutrale Haltung den Nationalsozialisten gegenüber nutzte, um unbeobachtet Juden zur Flucht verhelfen zu können. Er pflegte auch nach der Machtergreifung 1933 bis zu dessen Flucht 1938 in die Niederlande gute Kontakte mit dem Trierer Oberrabbiner Adolf Altmann.

## Schriften
- Franz Rudolf Bornewasser, Albert Heintz: Worte an seine Priester. Paulinus-Verlag, Trier 1961.
- Fels im Sturm. Predigten und Hirtenworte des Erzbischofs Franz Rudolf Bornewasser. Herausgegeben von Albert Heintz. Paulinus-Verlag, Trier 1969.
  - Band 1: 1922–1939.
  - Band 2: 1939–1951.